# Владимирский централ (песня)
«Влади́мирский центра́л» — одна из самых известных лирических песен автора-исполнителя Михаила Круга в стиле «русский шансон». Впервые вышла в альбоме «Мадам» в 1998 году.

## Содержание
В песне делается попытка отразить переживания человека, находящегося в местах лишения свободы, встречающего не первую весну в неволе. Герой переосмысливает прожитые годы, вспоминая свою молодость и первую любовь. Лейтмотив песни — знаменитая тюрьма «Владимирский централ», ломающая судьбы людей. В тексте почти нет блатного жаргона.

## Версия о «Саше Северном»
Первоначальный вариант припева был: «Владимирский централ, Саша Северный, этапом из Твери…» и сама песня была написана в честь одного из друзей Михаила Круга — известного тверского криминального авторитета, вора в законе Александра Северова, известного по кличкам «Саша Северный» и «Север». Северов попросил Круга не использовать в песне словосочетание «Саша Северный». Эти слова были заменены на «ветер северный».
Северов является настоящим автором первого хита Круга — песни «Осенний дождь» из альбома «Жиган-лимон». Вор в законе попросил исполнителя не упоминать его имени, в результате автором стихов записан сам шансонье. В некоторых источниках указывается, что текст песни «Владимирский централ» тоже написал сам Северов.
В книге «Жизнь и смерть Михаила Круга» Евгения Новикова и Галины Жирновой излагается: в 1995 году Круг приехал во «Владимирский централ» к своему приятелю Северову на свидание. После этой встречи и была написана песня.
На похоронах Михаила Круга в 2002 году среди других венков был венок «От Северова Александра».
В журнале «Город» № 50 29.12.2003 г. Евгений Николаев утверждает, что это он в 1997 г. подарил Михаилу Кругу идею песни «Владимирский централ».

## Реакция на песню
Песня приобрела широкую популярность в различных кругах российского общества, хотя и вызывает неоднозначную реакцию, поскольку романтизирует блатной мир. Кассеты с песней распространялись за рубежом, в том числе в Испании, Франции, Нидерландах и Португалии.
В 2005 году режиссёром Александром Подольским был снят фильм «Владимирский централ».

### Каверы и отсылки к песне
- Кавер-версии песни исполняли многие известные исполнители — от Сергея Лазарева[8] до рок-группы Кукрыниксы[9].
- У Noize MC есть песня «Не грози Владимирскому централу…», которая, помимо «Владимирского централа», отсылает также к фильму «Не грози Южному централу», песням Виктора Цоя и Эминема.
- Chernikovskaya Hata (2017)
- Орест Лютый — «Лук’янівський СІЗО».
- Свидетели Иеговы — «Питерский Вефиль».
- Скрябін — «Маршрутка» в припеве имеет отсылку на «Владимирский централ».

### Переводы текста песни на другие языки
Существуют переводы песни на другие языки. На иврит текст был переведен Шаулем Резником. Автором белорусского перевода является писатель Сергей Балахонов.

## Использование в кино
- «Осторожно, модерн! 2» (режиссёры Анна Пармас и Андрей Балашов)

## Издание песни в альбомах

### Номерные альбомы
- Мадам (1998)

### Сборники
- Легенды русского шансона. Том 1 (1999)
- Владимирский централ (1999)
- После третьей ходки (2001)
- Пацаны (2001)
- Я прошёл Сибирь (2002)

Распространены также концертные записи.

## Участники записи
- Мужской Вокал: Михаил Круг, Тимур Щекатурин (Гордеев)
- Струнные: Валерий Гареев (в студии), Николай Чехов (на концертах)